# Macosquin Abbey
Macosquin Abbey (Moyscosquin, lateinisch Clarus fons, irisch Mainistir Mhaigh Choscáin) ist eine ehemalige Zisterzienserabtei in Nordirland im Vereinigten Königreich. Sie lag in der Grafschaft Londonderry bei dem Ort Macosquin (irisch Maigh Choscáin).

## Geschichte
In Macosquin soll sich bereits seit dem 6. Jahrhundert eine klösterliche Niederlassung befunden haben. Das Zisterzienserkloster wurde 1218 als unmittelbares Tochterkloster der Primarabtei Kloster Morimond errichtet. 1401 wurde der Abt John O’Flannra Bischof von Derry. Um 1484 war die Position des Abts für einige Zeit verwaist. Die Abtei dürfte nicht wohlhabend gewesen sein. 1604 soll es aufgelöst worden sein, jedoch fehlen dafür Belege. Der Ort wurde Anfang des 17. Jahrhunderts durch eine Plantation der Londoner Gilde der Merchant Taylors belegt.

## Bauten und Anlage
Mit dem Bau von Glebe House wurden im 18. Jahrhundert die letzten Reste der Abtei beseitigt. Die protestantische Kirche Saint Mary belegt wohl die Stelle der früheren Abteikirche und benutzt vielleicht auch deren Fundamente. Auch ein Lanzettfenster aus dem 13. Jahrhundert ist in Saint Mary verbaut.